# Muscolo genioglosso
Nell'anatomia umana il genioglosso, chiamato anche genio-glosso, fa parte dei muscoli estrinseci della lingua. È a forma di ventaglio e va dalle apofisi geni superiori al dorso linguale e al bordo superiore del corpo dello ioide. Tale muscolo è innervato dal XII paio di nervi cranici (l'ipoglosso).
Esso ha la funzione di abbassare la lingua e di farla protrudere in avanti.

## Patologia
Il muscolo è interessato nel caso delle sindrome delle apnee ostruttive nel sonno.

## Etimologia
La parola deriva dal greco "geneion", mento, e  "glossa", lingua.